# Gezer
Gezer (ebraico: גֶּזֶר) era una città-stato cananea citata nella Bibbia, situata nell'antica Israele. Tel Gezer (chiamato anche Tell el-Jezer), sito archeologico posto a metà tra Gerusalemme e Tel Aviv, è ora un parco nazionale.
Importanti scoperte dell'archeologia biblica sono rappresentate dagli otto megaliti monumentali, dalla doppia grotta usata probabilmente per motivi divinatori, dalle nove pietre incise che l'hanno resa la prima città biblica riconosciuta, dalla porta simile a quelle trovate ad Hazor e Megiddo; e da un complicato sistema idrico che comprendeva un tunnel che portava ad una sorgente, come quello di Gerusalemme.

## Posizione geografica
Gezer si trovava nella parte settentrionale del Shephelah, circa 30 chilometri ad ovest di Gerusalemme. Era posta in una posizione strategica alla confluenza della strada costiera e di quella che la legava a Gerusalemme tramite la valle di Ajalon. L'identificazione di questa città con la biblica Gezer è stata fatta grazie alle iscrizioni ebraiche trovate incise sulle rocce a qualche centinaio di metri dal tel. Su queste iscrizioni risalenti al I secolo a.C. si legge "confine di Gezer".

## Storia

### Età del bronzo

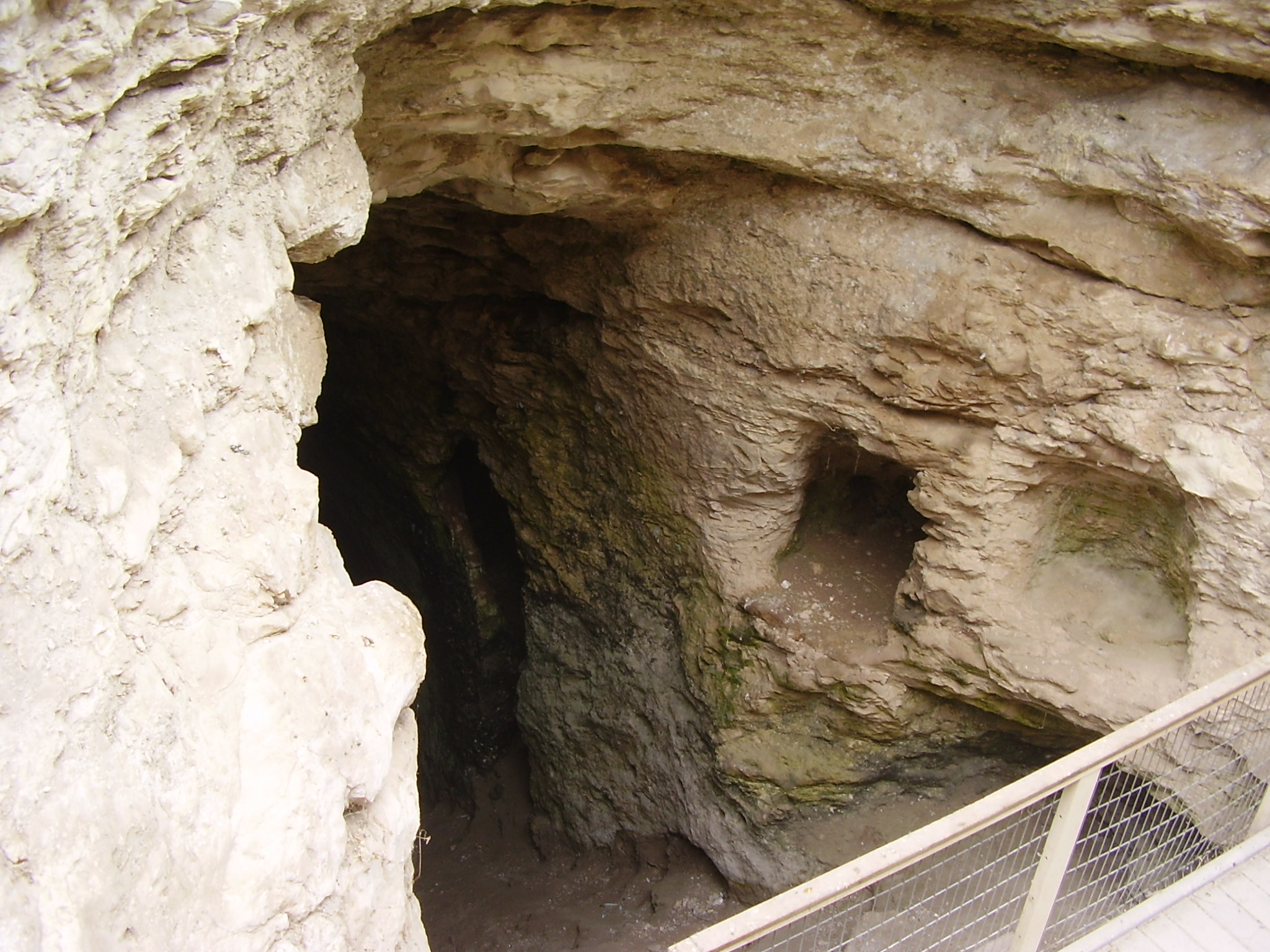
Sistema idrico di Tel Gezer

Gli abitanti del primo insediamento a Gezer, verso la fine del IV millennio a.C., vivevano in grandi grotte scavate nella roccia. All'inizio dell'età del bronzo, un insediamento non fortificato ricoprì il tel. Fu distrutto a metà del III millennio a.C. ed abbandonato per secoli. A metà dell'età del bronzo, nella prima metà del II millennio a.C., Gezer divenne un importante centro nella terra di Israele. Il tel fu circondato da un massiccio muro di pietra dotato di torri,  protetto da cinque metri di terrapieno ricoperto di gesso. La porta cittadina in legno, posta vicino all'angolo sud-occidentale delle mura, era fortificatta con due torri.
Nel sito sono state riportate alla luce dieci stele monolitiche in pietra, la più alta delle quali raggiunge i tre metri, ed una grande vasca quadrata in pietra. La città cananea fu distrutta da un incendio, probabilmente sulla scia di una campagna militare condotta dal faraone egizio Thutmose III. Le lettere di Amarna, datate al XIV secolo a.C., comprendono dieci lettere spedite dai re di Gezer che giuravano fedeltà all'Egitto. Alla fine dell'età del bronzo (seconda metà del II millennio a.C.) fu eretto un nuovo muro fortificato spesso quattro metri. Nel XIV secolo a.C. fu costruito un palazzo nella parte occidentale del tel. Verso la fine dell'età del bronzo la città entrò in declino, e la popolazione diminuì. Viene citata sulla Stele di Merenptah, datata alla fine del XIII secolo a.C., la quale cita esplicitamente "Israele" come nazione sconfitta.
La città-stato di Gezer (chiamata Gazru in babilonese, da non confondere con l'attuale Gaza che si chiamava Hazzatu) fu governata da quattro capi durante i vent'anni in cui furono scritte le lettere di Amarna, attorno al 1350 a.C.

### Età del ferro
Secondo la Bibbia, Giosuè sconfisse il re di Gezer (Giosuè 10:33), ma la tribù di Efrem non espulse i cananei che continuarono a vivere con gli israeliti.
Nei secoli XII e XIII a.C. un grande edificio con numerose stanze e corti si trovava sull'acropoli. Mole e chicchi di grano furono trovati tra le sue rovine, il che fa immaginare che fosse un granaio. Navi locali e filistee dimostrano la convivenza tra cananei e filistei. All'inizio del X secolo a.C., Gezer fu conquistata da un faraone egizio, probabilmente Siamon), il quale la consegnò a re Salomone come dote di sua figlia, moglie di Salomone. Gli egiziani distrussero la città con un incendio ed uccisero gli abitanti cananei (1Re 9:16). Salomone ricostruì Gezer come centro israelita fortificato con una doppia cinta di mura ed otto porte. Poco dopo la morte di Salomone, Gezer fu distrutta durante la campagna militare condotta da Shishak, re d'Egitto, contro re Jeroboam nel 924 a.C. (1Re 14:25)
Gezer era poco popolata in epoca romana, e rimase disabitata fino al I secolo d.C.
Nel 1177 le pianure attorno a Gezer ospitarono la battaglia di Montgisard, in cui i crociati guidati da Baldovino IV sconfissero le forze di Saladino.

## Archeologia

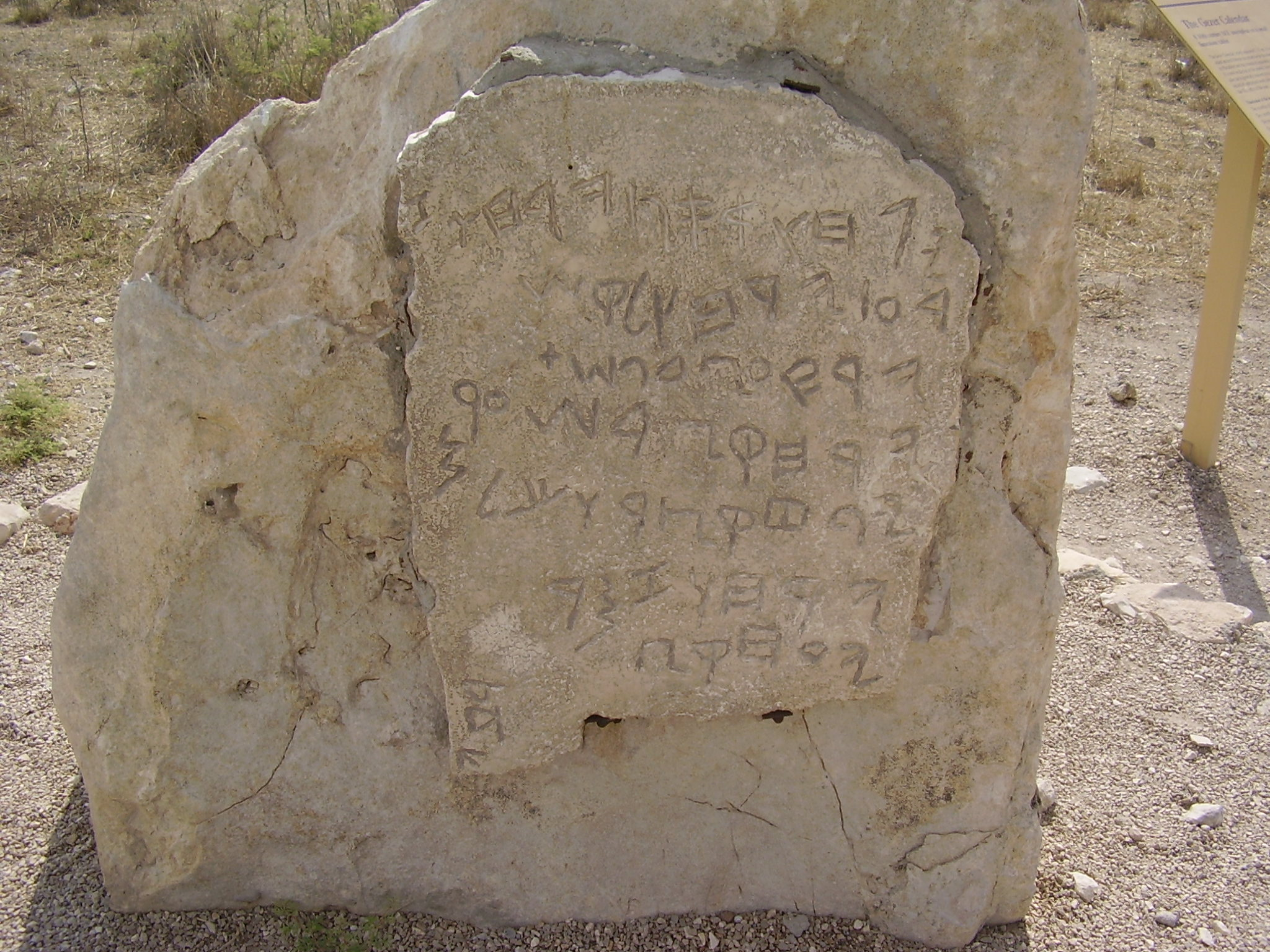
Replica del calendario di Gezer a Gezer, Israele

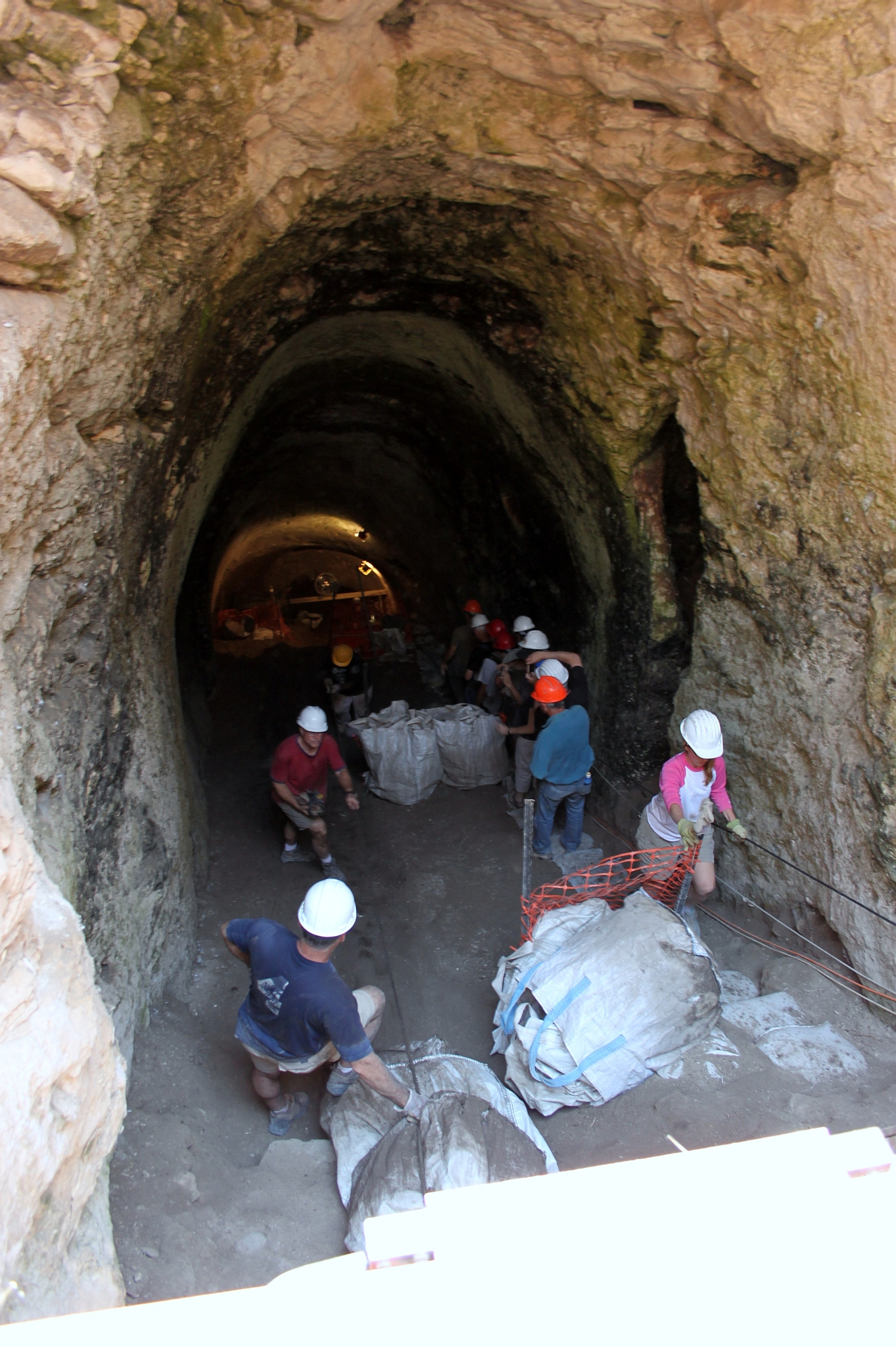
I lavori di pulizia del sistema idrico di Gezer risalente all'età del bronzo, originariamente scavato da Macalister (3 giugno 2011)

Gli scavi archeologici a Gezer sono partiti all'inizio del 1900, ed oggi Gezer è uno dei siti più scavati di Israele. In epoca moderna, il sito fu scoperto da Charles Simon Clermont-Ganneau nel 1871. Robert Macalister lo scavò tra il 1902 ed il 1907 per conto del Palestine Exploration Fund. Macalister recuperò numerosi artefatti e molte costruzioni difensive o civili. Elencò anche i primi strati abitativi di Gezer, anche se in seguito si rivelarono per buona parte scorretti (così come molte delle sue teorie). Altre importanti spedizione archeologiche furono quelle di Alan Rowe (1934), G.E. Wright (1964-5, alla testa dell'Hebrew Union College), William Dever, Yigael Yadin, e quella della Andrews University.
Uno dei più conosciuti reperti recuperati è il calendario di Gezer. Si tratta di una placca contenente un testo che sembrano essere i compiti di uno scolaro, o qualcosa che serviva per raccogliere le tasse dai contadini. Un'altra possibilità è che il testo fosse una canzone popolare, o una canzone d'infanzia, che elencava i mesi dell'anno secondo le stagioni agricole. È stato particolarmente utile per far conoscere agli studiosi moderni la scrittura ed il linguaggio del Medio Oriente, oltre alle loro stagioni agricole.
Nel 1957 Yigael Yadin identificò un muro ed una porta del tempo di Salomone identici alle strutture scavate a Megiddo ed Hazor.
Gli scavi ripresero nel giugno del 2006 grazie ad un consorzio di istituzioni guidate da Steve Ortiz (Southwestern Baptist Theological Seminary) e Sam Wolff (Israel Antiquities Authority). Il "Tel Gezer Excavation and Publication Project" è un progetto multi-disciplinare che studia l'età del ferro nell'antica città biblica di Tel Gezer.

### Sistema idrico cananeo
Nel 2010 una squadra del New Orleans Baptist Theological Seminary ("NOBTS") si impegnò a ripulire il sistema idrico cananeo esplorato la prima volta da Macalister oltre un secolo prima. Gli sforzi fatti sono stati descritti in numerose fonti, tra cui il Biblical Archaeology Review ed il Baptist Press. Nel 2011 Dennis Cole, Dan Warner e Jim Parker del NOBTS guidarono una nuova squadra nel tentativo di portare a termine i lavori. In soli due anni le varie squadre hanno rimosso circa 299 tonnellate di detriti dall'antico sistema idrico.
Nel 2010 sono stati rimossi circa 29 metri cubi di detriti (circa il 50% di rocce ed il 50% di sporcizia varia) per un totale di 68 tonnellate. Nel 2011 i metri cubi rimossi furono 101 (231 tonnellate).
Sempre nel 2011 il BorderStone Press ha fatto partire il progetto "Research Israel" in cooperazione con il NOBTS per partecipare agli scavi, e per documentare i ritrovamenti in un libro.